# Californication (TV-serie)

Ett av seten där bland annat karaktärerna Karen och Rebecca bor under första säsongen

Californication är en TV-serie, producerad av Showtime, skapad av Tom Kapinos. David Duchovny spelar huvudrollen som Hank Moody, den självhatande författaren som efter flytten till Los Angeles möter motgångar i både privat- och arbetslivet.
Serien gjordes i 84 avsnitt över sju säsonger och sändes mellan den 13 augusti 2007 och den 29 juni 2014.

## Handling

### Säsong 1
Hollywood erbjuder Hank Moody en filmatisering av hans senaste bok, God Hates Us All. Det gör att han tillsammans med flickvännen Karen och dottern Becca flyttar till Los Angeles. Väl där går allting fel. Karen lämnar honom, Hank får skrivkramp och han känner dessutom hur han glider ifrån sin dotter Becca. Han förlitar sig på trösten från okända kvinnor han har sex med samt sin vän och agent Charlie Runkle.

### Säsong 2
Hank blir i början tillsammans med sitt ex Karen, men förhållandets bryts tidigt i serien. Han får ett erbjudande att skriva Lew Asbhys biografi. Detta leder till att Hank flyttar in hos Lew och lever där. Det går trögt att skriva boken eftersom Lew är en person som har svårt att öppna sig och Hank vill inte bara skriva en ytlig sex, drugs & rock 'n' roll-biografi. Samtidigt finns banden kvar till Karen som han försöker få tillbaka.

## Priser
David Duchovny vann år 2007 en Golden Globe i kategorin Comedy/Musical för sin rolltolkning av författaren Hank Moody.

## Rättegång
I november 2007 upprättade bandet Red Hot Chili Peppers ett domstolsärende gällande tv-seriens titel. Bandet som 1999 släppt albumet Californication menade att namnet fick fans att tro att bandet medverkat i serien. Skaparna av serien vann rättegången då de kunde påvisa att begreppet californication (svenska kalifornisering) funnits i bruk sedan 60-talet.

## Californication i svensk TV
Rätten till att sända första säsongen av Californication köpte TV4 i slutet av år 2007. Det sändes normalt på torsdagar kl. 22.35 i TV4. Den andra säsongen sändes år 2009. I januari 2009 började kanalen Comedy Central Sverige sända Californication.

## Karaktärer
- Hank Moody (David Duchovny)
- Karen van der Beek (Natascha McElhone) - Hanks ex-flickvän
- Charlie Runkle (Evan Handler) - Hanks agent
- Rebecca "Becca" Moody (Madeleine Martin) - Hank & Karens 12-åriga dotter
- Mia Lewis (Madeline Zima) - Bills 16-åriga dotter
- "Dani California" (Rachel Miner) - Charlies sekreterare
- Marcy Runkle (Pamela Adlon) - Charlies fru
- Bill Lewis (Damian Young) - Karens blivande man i första säsongen

## Avsnittguide
| Säsong | Säsong | Avsnitt | Säsongspremiär    | Säsongsfinal     | Utgivningsdatum på DVD | Utgivningsdatum på DVD | Utgivningsdatum på DVD |
| Säsong | Säsong | Avsnitt | Säsongspremiär    | Säsongsfinal     | Region 1               | Region 2               | Region 4               |
| ------ | ------ | ------- | ----------------- | ---------------- | ---------------------- | ---------------------- | ---------------------- |
|        | 1      | 12      | 13 augusti 2007   | 29 oktober 2007  | 17 januari 2008        | 16 juni 2008           | 18 juni 2008           |
|        | 2      | 12      | 28 september 2008 | 14 december 2008 | 25 augusti 2009        | 10 augusti 2009        | 18 augusti 2009        |
|        | 3      | 12      | 27 september 2009 | 13 december 2009 | 9 november 2010        | 7 februari 2011        | 17 augusti 2010        |
|        | 4      | 12      | 9 januari 2011    | 27 mars 2011     |                        |                        |                        |

### Fotnoter
1. ↑  ”Californication (TV Series 2007–2014) - Episode list - IMDb” (på amerikansk engelska). https://www.imdb.com/title/tt0904208/episodes/. Läst 1 augusti 2023.
2. ↑  Karpe, Matt (2024). Red Hot Chili Peppers Californication. sid. 9
3. ↑  ”Duchovnys dekadente författare på TV 4”. Sundsvalls Tidning. 9 oktober 2007. https://www.st.nu/2007-10-09/duchovnys-dekadente-forfattare-pa-tv-4. Läst 1 augusti 2023.
4. ↑  ”Californication”. www.comedycentral.tv. Arkiverad från originalet den 20 januari 2009. https://web.archive.org/web/20090120104918/http://comedycentral.tv:80/Serier_Info.aspx?id=2. Läst 1 augusti 2023.